# Österreichische Handballmeisterschaft (Männer) 2022/23
Die 62. Saison der Österreichischen Handballmeisterschaft beginnt im September 2022. Der amtierende Meister der Saison 2021/22 ist der UHK Krems.

## Handball Liga Austria
In der höchsten Spielklasse, der Handball Liga Austria, sind zwölf Teams vertreten. Die Meisterschaft wird in mehrere Phasen gegliedert. In der Hauptrunde spielen alle Teams eine einfache Hin- und Rückrunde gegen jeden Gegner. Danach wird die Liga in zwei Gruppen geteilt.
Die ersten acht Teams spielen dann direkt das Viertelfinale, in dem sie sich für das Halbfinale und darüber für das Ligafinale qualifizieren können. Die restlichen vier Mannschaften spielen  ein Playoff um den Klassenerhalt.

## Hauptrunde
| Pl.                                | Verein                         | Sp. | S  | U | N  | Tore      | Diff. | Punkte |
| ---------------------------------- | ------------------------------ | --- | -- | - | -- | --------- | ----- | ------ |
| 1.                                 | UHK Krems (M)                  | 22  | 19 | 2 | 1  | 0670:5720 | +98   | 40     |
| 2.                                 | SG Handball Westwien           | 22  | 16 | 2 | 4  | 0665:5920 | +73   | 34     |
| 3.                                 | Handballclub Fivers Margareten | 22  | 17 | 0 | 5  | 0688:6340 | +54   | 34     |
| 4.                                 | Alpla HC Hard                  | 22  | 13 | 3 | 6  | 0633:5730 | +60   | 29     |
| 5.                                 | SC Ferlach                     | 22  | 12 | 0 | 10 | 0623:6430 | −20   | 24     |
| 6.                                 | Bregenz Handball               | 22  | 11 | 1 | 10 | 0644:6220 | +22   | 23     |
| 7.                                 | HC Linz AG                     | 22  | 10 | 1 | 11 | 0676:6510 | +25   | 21     |
| 8.                                 | BT Füchse                      | 22  | 8  | 2 | 12 | 0624:6540 | −30   | 18     |
| 9.                                 | HSG Graz                       | 22  | 7  | 1 | 14 | 0669:6990 | −30   | 15     |
| 10.                                | Jags Vöslau                    | 22  | 4  | 3 | 15 | 0607:6830 | −76   | 11     |
| 11.                                | Handball Tirol                 | 22  | 5  | 1 | 16 | 0600:6460 | −46   | 11     |
| 12.                                | HSG Bärnbach/Köflach           | 22  | 1  | 2 | 19 | 0524:6540 | −130  | 4      |
| Quelle: ÖHB, Stand: 16. April 2023 |                                |     |    |   |    |           |       |        |

|     | Viertelfinale              |
|     | Abstiegs Playoff           |
| (M) | Meister der letzten Saison |

### Torschützenliste Hauptrunde
| Platzierung | Spieler          | Verein                         | Position       | Spiele | Tore | 7-Meter | Feldtore |
| ----------- | ---------------- | ------------------------------ | -------------- | ------ | ---- | ------- | -------- |
| 1           | Nemanja Beloš    | HSG Graz                       | Rückraum Links | 22     | 165  | 25/34   | 140      |
| 2           | Petar Medić      | Handball Tirol                 | Rückraum Links | 22     | 157  | 42/56   | 115      |
| 3           | Franko Lastro    | SG Handball Westwien           | Rechtsaußen    | 22     | 151  | 44/57   | 109      |
| 4           | Lucijan Fižuleto | HC Linz AG                     | Rückraum Mitte | 22     | 128  | 33/46   | 95       |
| 5           | Raul Santos      | BT Füchse                      | Rechtsaußen    | 19     | 123  | 50/63   | 73       |
| 6           | Marin Martinović | Handballclub Fivers Margareten | Rückraum Mitte | 21     | 115  | 54/64   | 61       |
| 7           | Eric Damböck     | Handballclub Fivers Margareten | Linksaußen     | 21     | 114  | 2/3     | 112      |
| 8           | Tobias Cvetko    | HC Linz AG                     | Rückraum Links | 22     | 113  | 6/7     | 107      |
| 9           | Adrian Milićević | SC Ferlach                     | Kreisläufer    | 22     | 111  | 14/19   | 97       |
| 10          | Dejan Babić      | HC Linz AG                     | Kreisläufer    | 22     | 110  | 3/4     | 107      |
| 10          | Fabian Posch     | Jags Vöslau                    | Kreisläufer    | 22     | 110  | 31/37   | 79       |

## Finalserie

### Finalserie-Baum
| Viertelfinale | Viertelfinale    | Viertelfinale                  |     |                                | Halbfinale | Halbfinale | Halbfinale |  |  | Finale | Finale | Finale |
|               |                  |                                |     |                                |            |            |            |  |  |        |        |        |
| HR1           | UHK Krems        | 2                              |     |                                |            |            |            |  |  |        |        |        |
| HR8           | BT Füchse        | 0                              |     |                                |            |            |            |  |  |        |        |        |
| HR8           | BT Füchse        | 0                              | HR1 | UHK Krems                      | 0          |            |            |  |  |        |        |        |
|               |                  |                                | HR1 | UHK Krems                      | 0          |            |            |  |  |        |        |        |
|               | HR7              | HC Linz AG                     | 2   |                                |            |            |            |  |  |        |        |        |
| HR4           | HR7              | HC Linz AG                     | 2   | Alpla HC Hard                  | 0          |            |            |  |  |        |        |        |
| HR4           |                  |                                |     | Alpla HC Hard                  | 0          |            |            |  |  |        |        |        |
| HR7           | HC Linz AG       | 2                              |     |                                |            |            |            |  |  |        |        |        |
| HR7           | HC Linz AG       | 2                              | HR7 | HC Linz AG                     | 0          |            |            |  |  |        |        |        |
|               |                  |                                |     | HC Linz AG                     | 0          |            |            |  |  |        |        |        |
|               | HR3              | SG Handball Westwien           | 2   |                                |            |            |            |  |  |        |        |        |
| HR2           | HR3              | SG Handball Westwien           | 2   | SG Handball Westwien           | 2          |            |            |  |  |        |        |        |
| HR2           |                  |                                |     | SG Handball Westwien           | 2          |            |            |  |  |        |        |        |
| HR6           | Bregenz Handball | 0                              |     |                                |            |            |            |  |  |        |        |        |
| HR6           | Bregenz Handball | 0                              | HR3 | SG Handball Westwien           | 2          |            |            |  |  |        |        |        |
|               |                  |                                | HR3 | SG Handball Westwien           | 2          |            |            |  |  |        |        |        |
|               | HR3              | Handballclub Fivers Margareten | 1   |                                |            |            |            |  |  |        |        |        |
| HR3           | HR3              | Handballclub Fivers Margareten | 1   | Handballclub Fivers Margareten | 2          |            |            |  |  |        |        |        |
| HR3           |                  |                                |     | Handballclub Fivers Margareten | 2          |            |            |  |  |        |        |        |
| HR5           | SC Ferlach       | 0                              |     |                                |            |            |            |  |  |        |        |        |

### HLA Viertelfinale
Für das Viertelfinale sind die ersten Acht Teams des Grunddurchgangs qualifiziert. Wobei die Top Vier ihrer Platzierung nach Gegner auswählen dürfen. Gespielt wird alles in Best of three Serien, die Sieger des Viertelfinales ziehen in das Halbfinale ein.
| UHK Krems (HR1) – BT Füchse (HR8) | UHK Krems (HR1) – BT Füchse (HR8)           | UHK Krems (HR1) – BT Füchse (HR8) | UHK Krems (HR1) – BT Füchse (HR8)           |
| --------------------------------- | ------------------------------------------- | --------------------------------- | ------------------------------------------- |
| 5. Mai                            | UHK Krems 6 Führer, Feichtinger, Pratschner | 32 : 24 ( 15 : 13 )               | BT Füchse 6 Neuhold                         |
| 12. Mai                           | BT Füchse 5 Ratajec                         | 25 : 33 ( 8 : 15 )                | UHK Krems 5 Dicker, Feichtinger, Pratschner |
| Endstand in der Serie: 2:0        |                                             |                                   |                                             |

| Alpla HC Hard (HR4) – HC Linz AG (HR7) | Alpla HC Hard (HR4) – HC Linz AG (HR7) | Alpla HC Hard (HR4) – HC Linz AG (HR7) | Alpla HC Hard (HR4) – HC Linz AG (HR7)   |
| -------------------------------------- | -------------------------------------- | -------------------------------------- | ---------------------------------------- |
| 5. Mai                                 | Alpla HC Hard 6 Schnabl, Horvat        | 27 : 29 ( 16 : 13 )                    | HC Linz AG 6 A. Hermann, Kislinger       |
| 13. Mai                                | HC Linz AG 7 Cvetko                    | 22 : 18 ( 9 : 11 )                     | Alpla HC Hard 4 Antanavičius, Stevanovic |
| Endstand in der Serie: 0:2             |                                        |                                        |                                          |

| SG Handball Westwien (HR2) – Bregenz Handball (HR6) | SG Handball Westwien (HR2) – Bregenz Handball (HR6) | SG Handball Westwien (HR2) – Bregenz Handball (HR6) | SG Handball Westwien (HR2) – Bregenz Handball (HR6) |
| --------------------------------------------------- | --------------------------------------------------- | --------------------------------------------------- | --------------------------------------------------- |
| 7. Mai                                              | SG Handball Westwien 5 Kofler                       | 27 : 20 ( 10 : 10 )                                 | Bregenz Handball 7 Kotar                            |
| 13. Mai                                             | Bregenz Handball 5 Wassel, Kotar                    | 24 : 31 ( 10 : 16 )                                 | SG Handball Westwien 7 Katic                        |
| Endstand in der Serie: 2:0                          |                                                     |                                                     |                                                     |

| Handballclub Fivers Margareten (HR3) – SC Ferlach (HR5) | Handballclub Fivers Margareten (HR3) – SC Ferlach (HR5) | Handballclub Fivers Margareten (HR3) – SC Ferlach (HR5) | Handballclub Fivers Margareten (HR3) – SC Ferlach (HR5) |
| ------------------------------------------------------- | ------------------------------------------------------- | ------------------------------------------------------- | ------------------------------------------------------- |
| 6. Mai                                                  | Handballclub Fivers Margareten 6 Damböck                | 25 : 23 ( 10 : 12 )                                     | SC Ferlach 4 Kocbek, Leban, Milićević                   |
| 13. Mai                                                 | SC Ferlach 6 Leban, Jovanovic                           | 26 : 28 ( 13 : 8 )                                      | Handballclub Fivers Margareten 8 Damböck                |
| Endstand in der Serie: 2:0                              |                                                         |                                                         |                                                         |

### HLA Halbfinale
Für das Halbfinale sind die Sieger des Viertelfinales qualifiziert. Die Sieger des Halbfinales ziehen in das Finale der HLA ein.
| UHK Krems (HR1) – HC Linz AG (HR7) | UHK Krems (HR1) – HC Linz AG (HR7) | UHK Krems (HR1) – HC Linz AG (HR7) | UHK Krems (HR1) – HC Linz AG (HR7) |
| ---------------------------------- | ---------------------------------- | ---------------------------------- | ---------------------------------- |
| 20. Mai                            | UHK Krems 6 Simek                  | 25 : 27 ( 13 : 13 )                | HC Linz AG 9 A. Hermann            |
| 24. Mai                            | HC Linz AG 8 Cvetko                | 31 : 30 ( 13 : 12 )                | UHK Krems 9 Simek                  |
| Endstand in der Serie: 0:2         |                                    |                                    |                                    |

| SG Handball Westwien (HR2) – Handballclub Fivers Margareten (HR3) | SG Handball Westwien (HR2) – Handballclub Fivers Margareten (HR3) | SG Handball Westwien (HR2) – Handballclub Fivers Margareten (HR3) | SG Handball Westwien (HR2) – Handballclub Fivers Margareten (HR3) |
| ----------------------------------------------------------------- | ----------------------------------------------------------------- | ----------------------------------------------------------------- | ----------------------------------------------------------------- |
| 21. Mai                                                           | SG Handball Westwien 7 Lastro                                     | 28 : 33 ( 16 : 16 )                                               | Handballclub Fivers Margareten 9 Damböck                          |
| 25. Mai                                                           | Handballclub Fivers Margareten 7 Martinović                       | 29 : 32 ( 10 : 18 )                                               | SG Handball Westwien 8 Lastro, Derdak                             |
| 29. Mai                                                           | SG Handball Westwien 11 Lastro                                    | 35 : 30 ( 15 : 12 )                                               | Handballclub Fivers Margareten 6 Haunold                          |
| Stand in der Serie: 2:1                                           |                                                                   |                                                                   |                                                                   |

### HLA Finale
| Finale: SG Handball Westwien (HR2) – HC Linz AG (HR7) | Finale: SG Handball Westwien (HR2) – HC Linz AG (HR7) | Finale: SG Handball Westwien (HR2) – HC Linz AG (HR7) | Finale: SG Handball Westwien (HR2) – HC Linz AG (HR7) |
| ----------------------------------------------------- | ----------------------------------------------------- | ----------------------------------------------------- | ----------------------------------------------------- |
| 4. Juni 2023, 19:05 Uhr                               | SG Handball Westwien 8 Mahr                           | 25 : 24 ( 12 : 11 )                                   | HC Linz AG 9 A. Hermann                               |
| 7. Juni 2023, 20:20 Uhr                               | HC Linz AG 6 Cvetko                                   | 26 : 30 ( 15 : 14 )                                   | SG Handball Westwien 10 Mahr                          |
| Endstand in der Serie: 2:0                            |                                                       |                                                       |                                                       |

### Meistermannschaft
| Österreichischer Meister SG Handball Westwien | Mannschaft:      | Mannschaft:                                             |
| --------------------------------------------- | ---------------- | ------------------------------------------------------- |
| Österreichischer Meister SG Handball Westwien | Torhüter:        | Constantin Möstl, Florian Kaiper, Sandro Uvodić         |
| Österreichischer Meister SG Handball Westwien | Flügel links:    | Matthias Wegerer, Bernhard Huber, Bela Wiegrefe         |
| Österreichischer Meister SG Handball Westwien | Rückraum links:  | Fabian Bryslawski, Marko Katic, Moritz Mittendorfer     |
| Österreichischer Meister SG Handball Westwien | Rückraum Mitte:  | Andreas Dräger, Elias Kofler, Markus Mahr, Paul Pfeifer |
| Österreichischer Meister SG Handball Westwien | Rückraum rechts: | Nicolas Paulnsteiner                                    |
| Österreichischer Meister SG Handball Westwien | Flügel rechts:   | Gabriel Kofler, Franko Lastro, Elias Derdak             |
| Österreichischer Meister SG Handball Westwien | Kreisläufer:     | Wilhelm Jelinek, Samuel Kofler, Clemens Meleschnig      |
| Österreichischer Meister SG Handball Westwien | Cheftrainer:     | Michael Draca                                           |

## Abstiegsrunde
Die nach dem Grunddurchgang auf den Plätzen 9–12 platzierten Teams bestreiten die Abstiegsrunde, wobei jedes Team die Hälfte der im Grunddurchgang erzielten Punkte mitnimmt. In der Abstiegsrunde spielen die Teams erneut jeder gegen jeden und somit weitere 6 Runden. Der Letztplatzierte nach dem Ende der Abstiegsrunde sollte eigentlich in die HLA CHALLENGE absteigen, da sich die SG Handball Westwien aus der HLA-Meisterliga zurückzog hat steigt keine Mannschaft ab.
|          | Verein               | R | S | U | N | Tore    | Diff. | Punkte |
| -------- | -------------------- | - | - | - | - | ------- | ----- | ------ |
| 1.       | Handball Tirol       | 6 | 4 | 1 | 1 | 195:164 | +31   | 15:3   |
| 2.       | JAGS Vöslau          | 6 | 4 | 1 | 1 | 189:156 | +33   | 15:3   |
| 3.       | HSG Graz             | 6 | 1 | 0 | 5 | 162:198 | −36   | 10:10  |
| 4.       | HSG Bärnbach/Köflach | 6 | 2 | 0 | 4 | 158:186 | −28   | 6:8    |
| Endstand |                      |   |   |   |   |         |       |        |

|  | Abstieg |

## Spielstätten
Die Spielstätten sind nach Kapazität der Stadien geordnet.
| Verein                         | Stadion                                   | Kapazität  |
| ------------------------------ | ----------------------------------------- | ---------- |
| HSG Graz                       | Raiffeisen Sportpark Graz                 | 3000       |
| Alpla HC Hard                  | Sporthalle am See                         | 2280       |
| Bregenz Handball               | Sporthalle Rieden-Vorkloster              | 1600       |
| UHK Krems                      | Sport • Halle • Krems                     | 1428       |
| Handballclub Fivers Margareten | Sporthalle Margareten                     | 1200 (672) |
| HC Linz AG                     | Sport-Neue Mittelschule Linz Kleinmünchen | 1200       |
| SG Handball Westwien           | BSFZ Südstadt                             | 1200       |
| HSG Bärnbach/Köflach           | Sporthalle Bärnbach                       | 1076       |
| BT Füchse                      | Hannes Bammer Halle                       | 1000       |
| Handball Tirol                 | Osthalle Schwaz                           | 1000       |
| SC Ferlach                     | Ballspielhalle Ferlach                    | 800        |
| Jags Vöslau                    | Thermenhalle Bad Vöslau                   | 800        |

## Schiedsrichter

### Internationale Schiedsrichter
- Radojko Brkić & Andrej Jusufhodžić
- Denis Bolić & Christoph Hurich
- Florian Hofer & Andreas Schmidhuber
- Lena Hofmacher & Dragana Ugarković
- Ana Vraneš & Marlis Wenninger

### A-Kader
- Mirsad Begovic & Vladimir Bubalo
- Bruno Cvitkusic & Christoph Münzner
- Florian Hug & Raphael Löschnig
- Matthias Karel & Ivan Tričković
- David Leskovec & Ales Vidic
- Marc Schober & Rico Stollberg
- Zlatan Gradincic & Bernhard Seidler
- Peter Wallner & Florian Weber